# Chambre des notaires
Une chambre des notaires est une association professionnelle défendant les intérêts des notaires dans un département donné. Elles sont dirigées par des membres de la profession. Ce système de chambre départementales a été créé en 1803, ce qui fait du notariat la première profession à être organisé sur le modèle des institutions ordinales.
La Chambre des notaires du Québec est l'ordre professionnel des notaires québécois.